# Croatia Open Umag 2021
Giải quần vợt Croatia Mở rộng 2021  (còn được biết đến với Plava Laguna Croatia Open Umag vì lý do tài trợ) là một giải quần vợt nam thi đấu trên mặt sân đất nện ngoài trời. Đây là lần thứ 31 Giải quần vợt Croatia Mở rộng được tổ chức, và là một phần của ATP Tour 250 trong ATP Tour 2021. Giải đấu diễn ra tại International Tennis Center ở Umag, Croatia, từ ngày 19 đến ngày 25 tháng 7 năm 2021.

## Nội dung đơn

### Hạt giống
| Quốc gia | Tay vợt              | Xếp hạng1 | Hạt giống |
| -------- | -------------------- | --------- | --------- |
| ESP      | Albert Ramos Viñolas | 41        | 1         |
| SRB      | Dušan Lajović        | 43        | 2         |
| SRB      | Filip Krajinović     | 44        | 3         |
| FRA      | Richard Gasquet      | 54        | 4         |
| SLO      | Aljaž Bedene         | 56        | 5         |
| ESP      | Jaume Munar          | 66        | 6         |
| ESP      | Carlos Alcaraz       | 72        | 7         |
| ITA      | Gianluca Mager       | 73        | 8         |

- 1 Bảng xếp hạng vào ngày 12 tháng 7 năm 2021.

### Vận động viên khác
Đặc cách:
- Duje Ajduković
- Holger Rune
- Nino Serdarušić

Vượt qua vòng loại:
- Daniel Altmaier
- Andrea Collarini
- Alessandro Giannessi
- Filip Horanský

Thua cuộc may mắn:
- Renzo Olivo

### Rút lui
Trước giải đấu
- Salvatore Caruso → thay thế bởi  Renzo Olivo
- Taro Daniel → thay thế bởi  Andrej Martin
- Lorenzo Musetti → thay thế bởi  Carlos Taberner

## Nội dung đôi

### Hạt giống
| Quốc gia | Tay vợt             | Quốc gia | Tay vợt           | Xếp hạng1 | Hạt giống |
| -------- | ------------------- | -------- | ----------------- | --------- | --------- |
| BIH      | Tomislav Brkić      | SRB      | Nikola Ćaćić      | 101       | 1         |
| URU      | Pablo Cuevas        | FRA      | Fabrice Martin    | 165       | 2         |
| BRA      | Rafael Matos        | BLR      | Andrei Vasilevski | 165       | 3         |
| VEN      | Luis David Martínez | NZL      | Artem Sitak       | 195       | 4         |

- 1 Bảng xếp hạng vào ngày 12 tháng 7 năm 2021.

### Vận động viên khác
Đặc cách:
- Duje Ajduković /  Frane Ninčević
- Admir Kalender /  Mili Poljičak

### Rút lui
Trước giải đấu
- Simone Bolelli /  Máximo González → thay thế bởi  Damir Džumhur /  Antonio Šančić

## Nhà vô địch

### Đơn
- Carlos Alcaraz đánh bại  Richard Gasquet, 6–2, 6–2

### Đôi
- Fernando Romboli /  David Vega Hernández đánh bại  Tomislav Brkić /  Nikola Ćaćić, 6–3, 7–5